# Gottfried Noth
Gottfried Noth (* 26. Januar 1905 in Dresden; † 9. Mai 1971 ebenda) war ein lutherischer Theologe und von 1953 bis 1971 Landesbischof der Evangelisch-Lutherischen Landeskirche Sachsens.

## Leben und Wirken

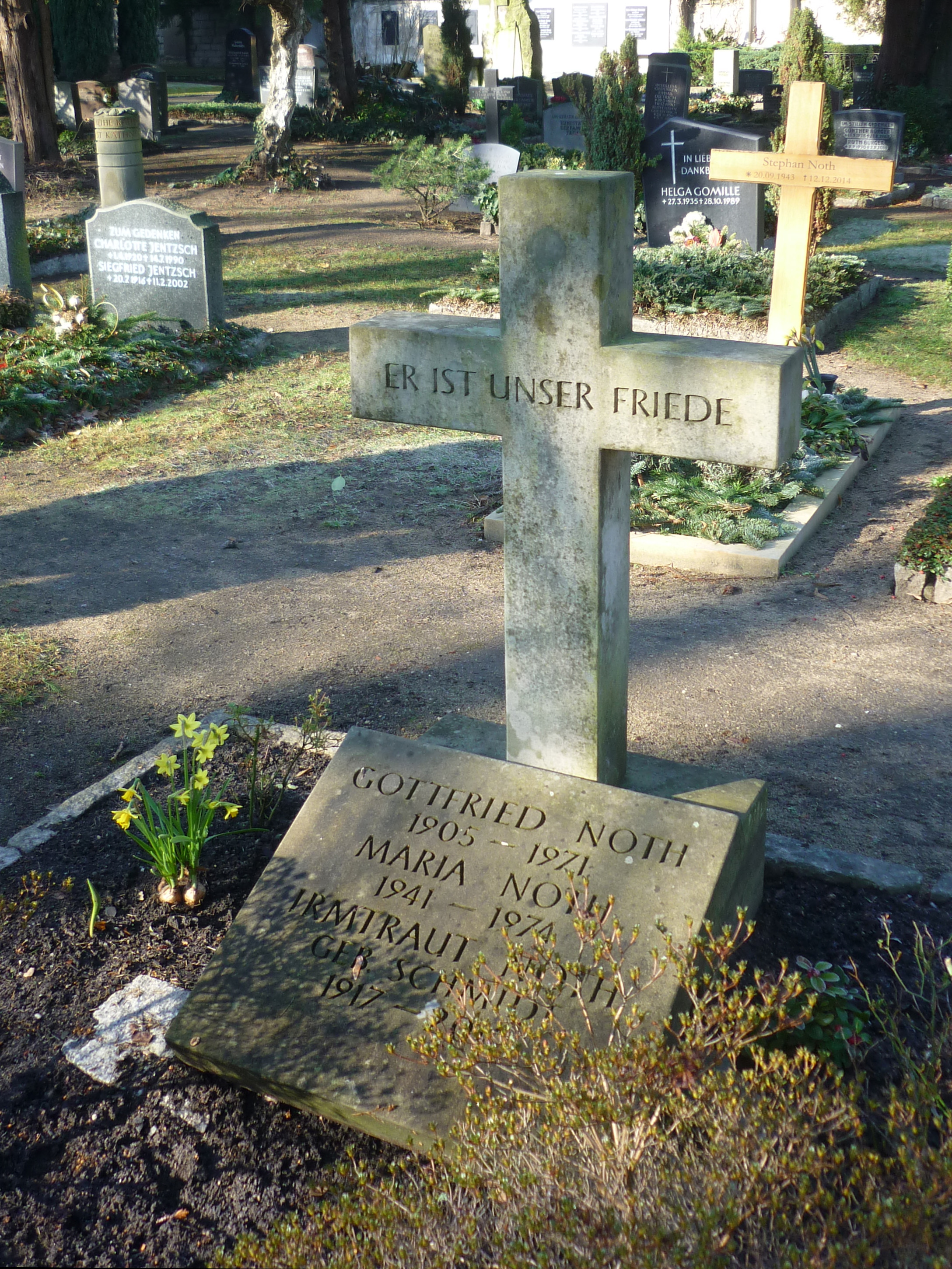
Grab von Landesbischof Noth auf dem Trinitatisfriedhof in Dresden

Gottfried Noth wurde als Sohn des Konrektors der Dresdner Kreuzschule Lic. Gerhard Noth und seiner Ehefrau Cölestine Hochmuth geboren. Einer seiner Brüder war der drei Jahre ältere und spätere Professor für Altes Testament Martin Noth. Nach dem Schulbesuch in Dresden begann er 1924 mit dem Studium der Theologie an den Universitäten Leipzig und Erlangen. In Erlangen promovierte er 1930 zum Lizenziat der Theologie.
Im Jahre 1930 wurde Gottfried Noth zum lutherischen Geistlichen ordiniert. Es folgten Tätigkeiten als Hilfsgeistlicher an der Diakonissenanstalt Dresden, 1932 als Gemeindepfarrer in Zethau im Erzgebirge und ab 1942 an der Trinitatiskirche wieder in Dresden, wo er auch Studentenpfarrer wurde.
Im Kirchenkampf während der Zeit des Nationalsozialismus engagierte sich Noth als Mitglied des sächsischen Pfarrernotbundes und im Landesbruderrat der Bekennenden Kirche in Sachsen. 1944/45 war er Sanitätssoldat und kam für kurze Zeit in Kriegsgefangenschaft.
Nach dem Krieg wurde er noch 1945 kommissarischer Oberlandeskirchenrat im Landeskirchenamt Dresden und 1950 dort Dezernent.
Im Jahr 1953 erfolgte die Wahl Gottfried Noths zum Landesbischof der Evangelisch-Lutherischen Landeskirche Sachsens in der Nachfolge von Hugo Hahn. Dieses Amt hatte er bis zu seinem plötzlichen Tode inne. Sein Nachfolger wurde Johannes Hempel.
Zu seinem 60. Geburtstag wurde Noth 1965 vom Lutherischen Weltbund versprochen, dass für ihn eine Kirche gebaut werde. Den Ort sollte er selbst bestimmen, die Schwedische Kirche sollte das Vorhaben realisieren. Verschiedene Anläufe scheiterten, bis schließlich posthum 1981/1982 die neue Zionskirche in Dresden gebaut wurde.
Gottfried Noth war seit 1937 mit Hilda Irmtraut (geb. Schmidt; 1917–2010) aus Freiberg in Sachsen verheiratet. Die Theologen Stephan Noth und Christoph Noth waren ihre gemeinsamen Söhne. Noth verstarb 1971 in Dresden und wurde auf dem Trinitatisfriedhof beigesetzt.

## Sonstige Funktionen
Gottfried Noth übte zahlreiche Nebenämter aus, wie:
- 1953–1968 Mitglied der Bischofskonferenz und der Kirchenleitung der Vereinigten Evangelisch-Lutherischen Kirche Deutschlands,
- 1954–1971 Mitglied des Zentralausschusses des Ökumenischen Rates der Kirchen,
- 1955–1968 Mitglied des Rates der Evangelischen Kirche in Deutschland,
- nach 1968 Mitglied im Bund der Evangelischen Kirchen in der DDR und in der Vereinigten Evangelisch-Lutherischen Kirche der DDR,
- Mitarbeit in der Konferenz Europäischer Kirchen und im Lutherischen Weltbund

## Ehrendoktorwürden
- 1953 Universität Erlangen
- 1957 Capitol-University in Columbus/USA

## Fotografische Darstellung Noths
- Li Naewiger: Porträt Gottfried Noth (um 1955)[3]

## Werke
- Grundzüge der Theologie des Martin Chemnitz, (Dissertation), 1930
- Gehorsam in Christus. Ausgewählte Zeugnisse aus Predigten, Vorträgen und schriftlichen Äußerungen, Berlin, 1976
- zahlreiche Artikel in kirchlichen und theologischen Zeitschriften